# Romolo Tittoni
Romolo Tittoni (Roma, 4 marzo 1849 – Manziana, 6 agosto 1925) è stato un avvocato, dirigente d'azienda e politico italiano.

## Biografia
Figlio di Angelo Tittoni, ex comandante del Battaglione universitario romano e nipote del senatore Vincenzo Tittoni, uomo di punta della finanza cattolica romana dopo la fondazione del Banco di Roma (di cui è stato membro del consiglio di amministrazione e del comitato di direzione), per circa venticinque anni ha fatto parte del consiglio generale della camera di commercio e al contempo ha fatto parte di importanti imprese industriali controllate dall'istituto bancario filo-vaticano come la Società generale immobiliare di lavori di utilità pubblica ed agricola, la Società molini e magazzini generali di Roma (poi Società Molini e pastificio Pantanella), la Società Romana Tramways Omnibus e la Società sicula "Tramways omnibus" di Palermo. Consigliere comunale ed assessore, è stato nominato senatore a vita nel 1913.